# هاري بيدفورد
هاري بيدفورد (بالإنجليزية: Harry Bedford)‏ (15 أكتوبر 1899 - 24 يونيو 1976 بدربي في المملكة المتحدة) هو مدرب كرة قدم ولاعب كرة قدم بريطاني (وحمل سابقاً جنسية المملكة المتحدة لبريطانيا العظمى وأيرلندا) في مركز الهجوم. شارك مع منتخب إنجلترا لكرة القدم. أما مع النوادي، فقد لعب مع ديربي كاونتي ونادي بلاكبول ونادي تشيسترفيلد ونادي سندرلاند ونوتينغهام فورست ونيوكاسل يونايتد ونادي برادفورد بارك أفنيو.

## وصلات خارجية
- هاري بيدفورد على موقع قاعدة بيانات كرة القدم.إي يو (الإنجليزية)
- هاري بيدفورد على موقع ناشيونال فوتبول تيمز (الإنجليزية)